# Barrskogsmätare
Barrskogsmätare (Hylaea fasciaria) är en fjärilsart som beskrevs av Carl von Linné 1758. Barrskogsmätare ingår i släktet Hylaea och familjen mätare. Arten är reproducerande i Sverige. Inga underarter finns listade i Catalogue of Life.

## Bildgalleri

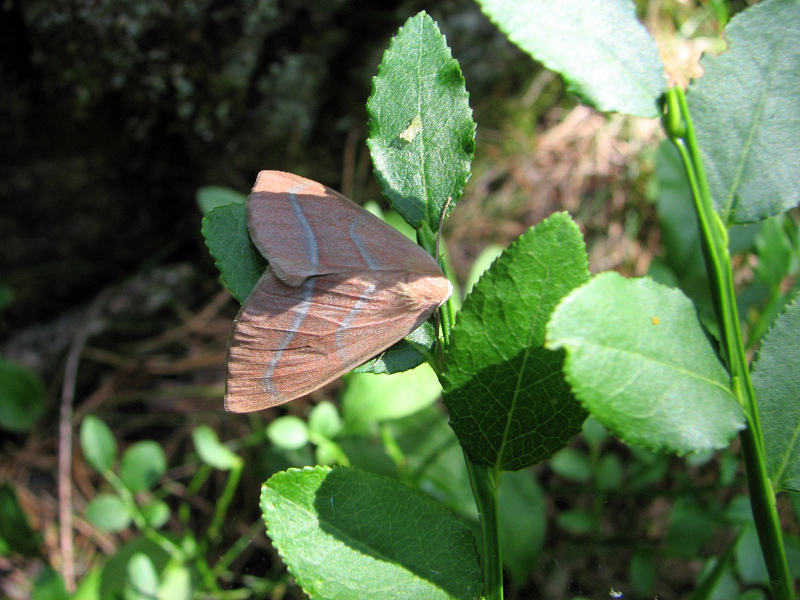
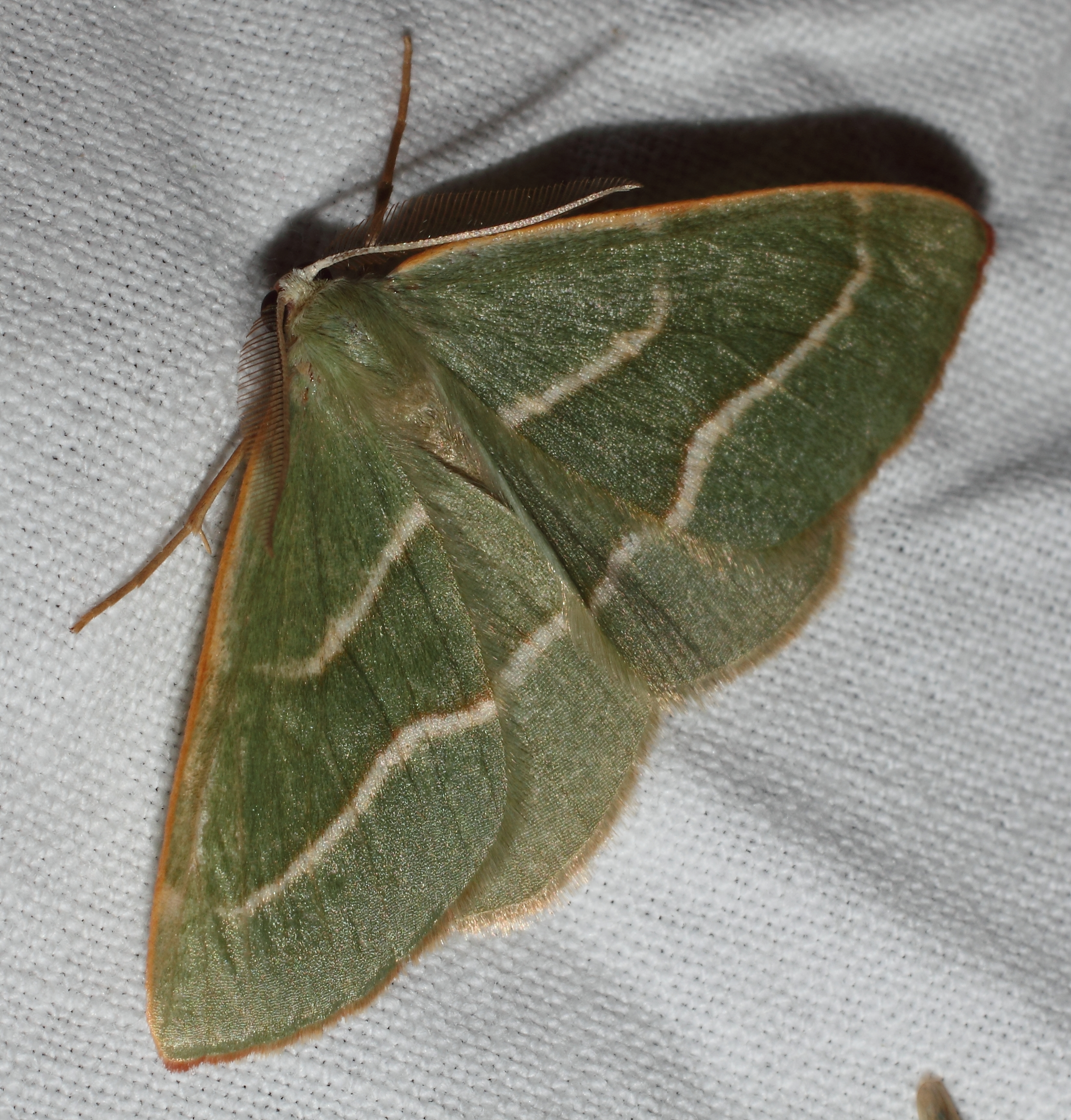
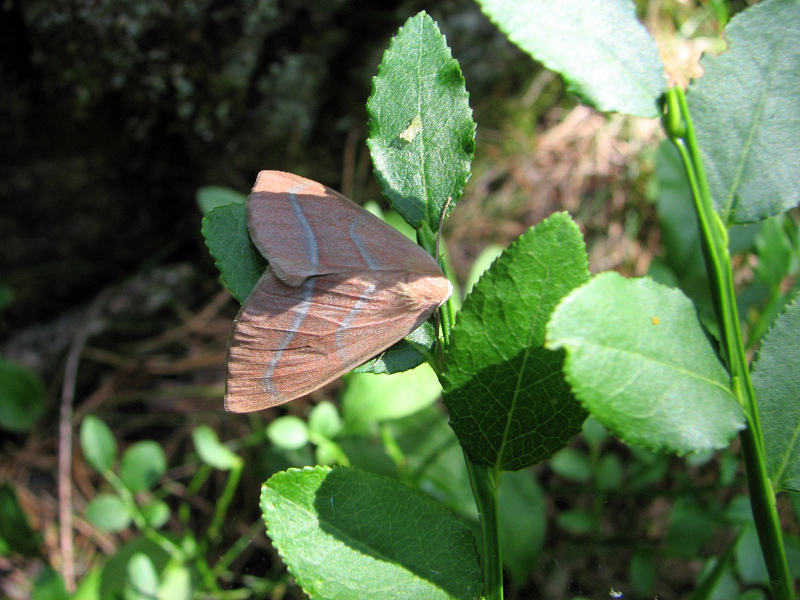
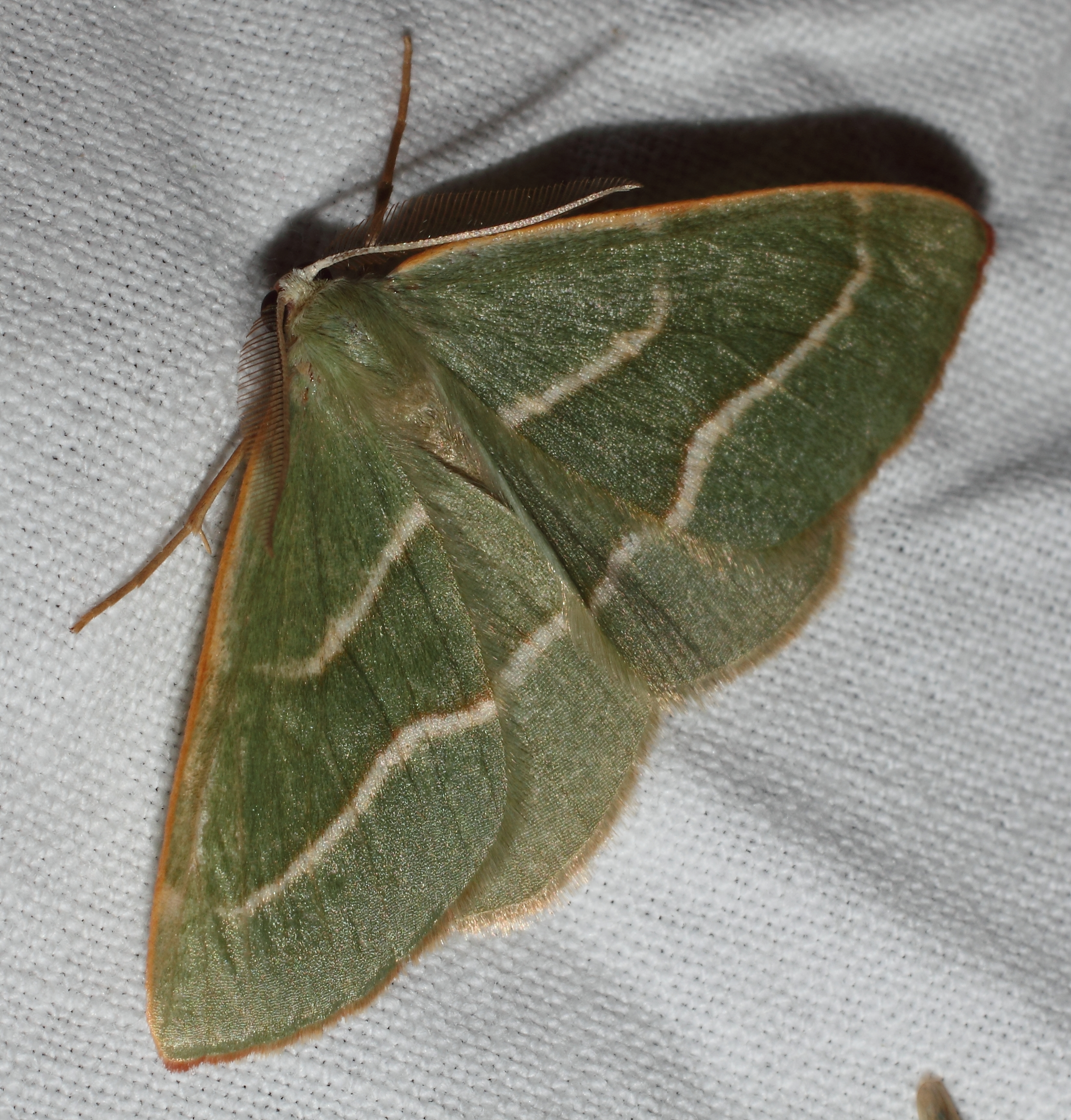